# Vatra Dornei
Vatra Dornei (deutsch Dorna Watra) ist ein Munizipium im Kreis Suceava im Nordosten Rumäniens.

## Geographische Lage
Vatra Dornei liegt an der Mündung der Dorna in die Bistrița, hier auch „Goldene Bistritz“ genannt, im nördlichen Teil der Ostkarpaten. An der Bahnstrecke Prundu Bârgăului–Vatra Dornei und der Europastraße 58 liegt die Kleinstadt etwa 120 Kilometer südwestlich von der Kreishauptstadt Suceava entfernt.

## Geschichte
Der Ort Vatra Dornei wurde erstmals zum Ende des 16. Jahrhunderts urkundlich erwähnt und gehörte zum Fürstentum Moldau. Von 1775 bis 1918 gehörte die Stadt als Teil der Bukowina zum Habsburgerreich und erlangte Stadtrechte im Jahre 1907.
Vatra Dornei ist ein Kur- und Wintersportort, der schon im 19. Jahrhundert als Kurbad bekannt war, der aber heute nicht mehr an den damaligen Glanz anknüpfen kann. Das Casino aus dieser Zeit war lange eine Ruine aber wurde in 2023 restauriert. Der Kurpark existiert noch. Es gibt drei Skilifte. In der Umgebung des fast vollständig von Bergen umgebenen Ortes finden Wanderer eine Reihe von reizvollen Wanderrouten.

## Bevölkerung
Bei der Volkszählung 2002 wurden auf dem Areal der Kleinstadt 16.321 Menschen registriert. 16.012 waren Rumänen, 109 Rumäniendeutsche (vermutlich Bukowinadeutsche), 95 Magyaren, 54 Roma, 22 Ukrainer, zehn Juden u. a.

## Sehenswürdigkeiten
- Im Dorf Gheorghițeni, etwa fünf Kilometer östlich von Vatra Dornei entfernt, liegt das Kloster Acoperământul Maicii Domnului[7] am Fluss Bistrița.
- Die römisch-katholische Kirche Schimbarea la Față a lui Isus, 1905 errichtet.[8]
- Die rumänisch-orthodoxe Kirche Nașterea Maicii Domnului wurde 1905 von der deutschsprachigen Gemeinschaft der Stadt als eine evangelische Kirche errichtet. Nach der Auswanderung der Deutschen 1940 wurde die Kirche vom rumänischen Staat übernommen; den Auswanderern wurde eine Entschädigung angeboten.[9]
- Das Jagd- und Naturwissenschaftsmuseum[10]
- Das Ethnographische Museum[11]
- Das alte Handelsviertel in der Luceafărul Straße (Nr. 1–13 und 4–14), etwa im 18. Jahrhundert errichtet, steht unter Denkmalschutz.[12]
- Das Rathaus der Kleinstadt wurde 1897 errichtet, steht unter Denkmalschutz.[12]
- Das dem Zerfall geweihte Casino, 1898 errichtet, steht unter Denkmalschutz.[12]
- Die Stadtbibliothek, 1901 errichtet, steht unter Denkmalschutz.[12]

## Städtepartnerschaften
Die Kleinstadt Vatra Dornei unterhält Partnerschaften mit:
 Koziegłowy in Polen (2006)
 Florești in der Republik Moldau (2006)
 Jassinja in der Ukraine (2007)

## Personen

### Söhne und Töchter der Stadt
- Emil Sommer (1869–1947), Offizier Österreich-Ungarns im Ersten Weltkrieg, Generalmajor
- Marius Ungureanu (* 1994), Biathlet
- Andrei Cornea (* 1999), Ruderer

### Ehrenbürger
- Oktavian Regner von Bleyleben (1866–1945), österreichisch-ungarischer Verwaltungsjurist[14]
- Anton Norst (1859–1939), österreichisch-ungarischer Beamter und Politiker[15]